# Tubbreva
Tubbreva is een geslacht van weekdieren uit de klasse van de Gastropoda (slakken).

## Soorten
- Tubbreva exaltata (Powell, 1933)
- Tubbreva exigua (Ponder, 1965)
- Tubbreva insignificans Ponder & Yoo, 1981
- Tubbreva micrometrica (Aradas & Benoit, 1876)
- Tubbreva minutula (Powell, 1937)
- Tubbreva parva Ponder & Yoo, 1981